# Didier Queloz
Didier Patrick Queloz (Ginebra, 23 de febrero de 1966) es un astrónomo suizo que vive y trabaja en Ginebra con un prolífico récord en la búsqueda de planetas extrasolares. Es suplente de Michel Mayor. En 2019, recibió el Premio Nobel de Física, junto con Michel Mayor y James Peebles.
Didier Queloz fue un estudiante de doctorado en la Universidad de Ginebra, cuando él y Michel Mayor descubrieron el primer exoplaneta alrededor de una estrella de secuencia principal. Queloz realizó un análisis en 51 Pegasi utilizando las mediciones de velocidad radial (efecto Doppler), y se sorprendió al encontrar un planeta con un período orbital de 4,2 días. Estaba llevando a cabo el análisis como un ejercicio para perfeccionar sus habilidades. El planeta, 51 Pegasi b, desafió los puntos de vista aceptados entonces acerca de la formación planetaria, por lo que se le consideró un Júpiter caliente. Didier ha sido galardonado junto a Michael Mayor con el Premio Fundación BBVA Fronteras del Conocimiento 2011, en la categoría de Ciencias Básicas.